# ماضي بسيط
الماضي البسيط (بالإنجليزية: Simple Past) ويسمى أيضا الماضي إلى أجل غير مسمى هو الصيغة الأساسية للتعبير عن الماضي في اللغة الإنجليزية الحديثة. يُسْتَخْدَم الماضي البسيط للتعبير عن فِعْل مكتمِل في فترة زمنية قبل الآن. وعند استخدام الماضي البسيط فإننا نشير إلى حَدَث في الماضي القريب أو الماضي البعيد أو قد يَكُون من غير الهام ذِكْر وقت وقوع الحَدَث.
تنتهي الأفعال المستخدمة في الماضي البسيط بـ "ed" ومع ذلك ، هناك بضع مئات من الأفعال الشاذة بأشكال مختلفة.

## الاشتقاق
يمكن اشتقاق فعل الماضي البسيط بإضافة ed إلى آخر الفعل المجرد :
| الفعل المجرد | الفعل الماضي |
| ------------ | ------------ |
| call         | called       |
| like         | liked        |
| want         | wanted       |
| work         | worked       |

إلا أن هناك العديد من الأفعال في اللغة الإنجليزية تشذ عن هذه القاعدة من الأمثلة عليها ما يلي: 
| الفعل المجرد | الفعل الماضي |
| ------------ | ------------ |
| be           | was/were     |
| begin        | began        |
| break        | broke        |
| bring        | brought      |
| buy          | bought       |
| build        | built        |
| choose       | chose        |
| come         | came         |
| coste        | cost         |

## الاستخدام
يستخدم الماضي البسيط في الحالات التالية:
| الحدث                                       | أمثلة                                                 | الترجمة                                              |
| ------------------------------------------- | ----------------------------------------------------- | ---------------------------------------------------- |
| حدث وقع لمرة واحدة في الماضي                | I met my wife in 1983                                 | التقيت بزوجتي في عام 1983                            |
| حدث وقع لمرة واحدة في الماضي                | They got home very late last night                    | لقد عادوا إلى المنزل في وقت متأخر الليلة الماضية     |
| حدث وقع عدة مرات في الماضي                  | When I was a boy, I walked a mile to school every day | عندما كنت طفلا كنت أمشي مسافة ميل إلى المدرسة كل يوم |
| حدث وقع عدة مرات في الماضي                  | We swam a lot while we were on holiday                | لقد سبحنا كثيرا عندما كنا نخرج في العطلات            |
| حدث كان صحيح لفترة معينة من الزمن في الماضي | I lived abroad for ten years                          | لقد عشت في الغربة لمدة عشر سنوات                     |
| حدث كان صحيح لفترة معينة من الزمن في الماضي | She played a lot of tennis when she was younger       | لقد كانت تمارس لعبة التنس كثيرا عندما كانت شابة      |

## الاستفهام
يستخدم الفعل "Did" للإستفهام في الماضي البسيط:
| الجملة                                          | الإستفهام                                  |
| ----------------------------------------------- | ------------------------------------------ |
| She played a lot of tennis when she was younger | ? Did she play tennis when she was younger |
| We swam a lot while we were on holiday          | ?Where did you go for your holidays        |
| I met my wife in 1983                           | ?When Did you met your Wife                |

إذا كان الأستفهام يبدأ بـ "Who" فلا تستخدم كلمة "Did" عند الأستفهام:
| الجملة                     |
| -------------------------- |
| ?Who discovered penicillin |
| ?Who wrote Don Quixote     |